# Voix du printemps
Pour les articles homonymes, voir Voix et Printemps (homonymie).
Voix du printemps (Frühlingsstimmen, en allemand, Voices of Spring, en anglais) opus 410, est une valse-aria viennoise pour orchestre symphonique et soprano, composée en 1883 par le compositeur autrichien Johann Strauss II (fils). Elle fait partie de ses œuvres les plus connues, avec entre autres Le Beau Danube bleu (1866), Wiener Blut (Esprit viennois, 1873), La Chauve-Souris (1874), ou la valse de l’Empereur (1889).

## Histoire

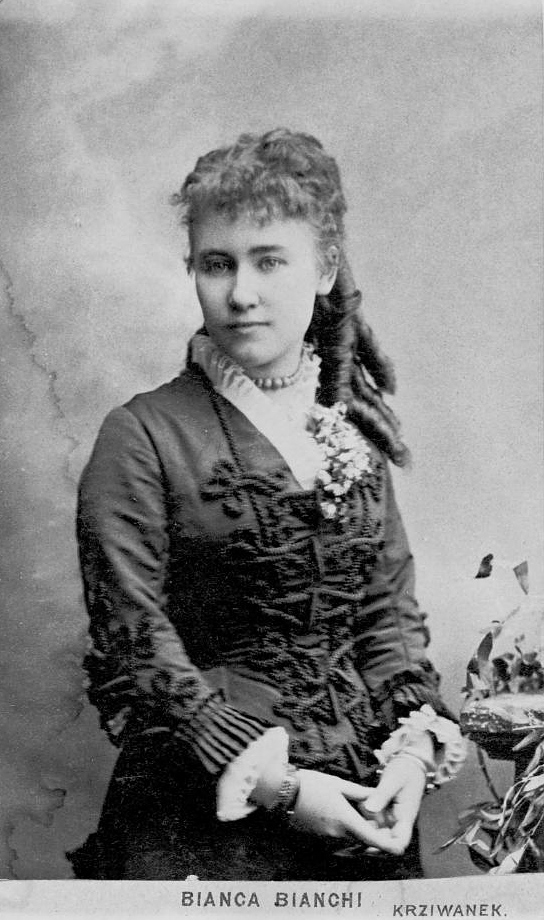
La soprano en 1880.

Johann Strauss (fils), alors âgé de 58 ans, au sommet de sa carrière, considéré comme le « roi de la valse viennoise », compose cette valse-aria au cours de l'hiver 1882-1883, pour la soprano Bertha Schwarz (en) (de son nom de scène Bianca Bianchi, célèbre diva de l'époque de l'Opéra de la Cour de Vienne de l'empire d'Autriche-Hongrie). Il vient de faire connaissance et de tomber amoureux d'Adele Deutsch, jeune veuve et précieuse collaboratrice qui influence alors entre autres la joie, le bonheur, et l'amour de sa vie et de la composition de cette œuvre grandiose (il l'épouse en 3e mariage en 1887). 
Elle est interprétée pour la première fois (avant de connaitre un succès mondial) le 1er mars 1883 au Theater an der Wien de Vienne, par Bianca Bianchi, sous la direction du chef Eduard Strauss (frère du compositeur), au profit d'un concert caritatif de l'empereur François-Joseph Ier d'Autriche et de son épouse l’impératrice Sissi. Initialement baptisée « Valse Bianchi », elle est rebaptisée Voix du printemps, sur le thème allégorique de la célébration grandiose du printemps (mélodie du réveil heureux et joyeux de la nature, sous les chants d'oiseaux, du bonheur, des envies, des désirs, et de l'amour...).

## Paroles
| Die Lerche in blaue Höh entschwebt, der Tauwind weht so lau; sein wonniger milder Hauch belebt und küßt das Feld, die Au. Der Frühling in holder Pracht erwacht, ah alle Pein zu End mag sein, alles Leid, entflohn ist es weit! Schmerz wird milder, frohe Bilder, Glaub an Glück kehrt zuruck; Sonnenschein, ah dringt nun ein, ah, alles lacht, ach, ach, erwacht! Da strömt auch der Liederquell, der zu lang schon schien zu schweigen; klingen hört dort wieder rein und hell süße Stimmen aus den Zweigen! Ah leis' läßt die Nachtigall schon die ersten Töne hören, um die Kön'gin nicht zu stören, schweigt, ihr Sänger all! Voller schon klingt bald ihr süßer Ton. Ach ja bald, ah, ah ja bald! Ah, ah, ah, ah! O Sang der Nachtigall, holder Klang, ah ja! Liebe durchglüht, ah, ah, ah, tönet das Lied, ah und der Laut, süß und traut, scheint auch Klagen zu tragen, ah ah wiegt das Herz in süße Traümerein, ah, ah, ah, ah, leise ein! Sehnsucht und Lust ah ah ah wohnt in der Brust, ah, wenn ihr Sang lockt so bang, funkelnd ferne wie Sterne, ah ah zauberschimmernd wie des Mondes Strahl, ah ah ah ah wallt durchs Tal! Kaum will entschwinden die Nacht, Lerchensang frisch erwacht, ah, Licht kommt sie kunden, Schatten entschwinden! ah! Ah des Frühlings Stimmen klingen traut, ah ja, ah ja ah o süßer Laut, ah ah ah ah ach ja! |

| L'alouette s'envole dans le ciel bleu, le vent de la rosée souffle si doucement ; son haleine douce et bienheureuse revigore et embrasse le champ, la prairie. Le printemps dans toute sa splendeur se lève, ah toute douleur peut prendre fin, tout chagrin s'est échappé loin ! La douleur s'adoucit, images heureuses, La croyance au bonheur revient ; Le soleil, ah pénètre maintenant, ah, tout le monde rit, ah, ah, réveille-toi ! Une fontaine des chants s'éveille, qui avait semblé se taire trop longtemps ; On y entend à nouveau le son pur et brillant des douces voix des branches ! Ah tranquillement le rossignol s'en va entend déjà les premières notes, pour ne pas déranger la reine, chut, taisez-vous, vous tous, chanteurs ! Son doux ton retentira bientôt encore plus fort Oh oui bientôt, ah, ah oui bientôt ! Ah ah ah ah! Ô le rossignol chantait, de doux son, ah oui ! L'amour brille à travers, ah, ah, ah, la chanson retentit, ah et le bruit, doux et audacieux, semble se plaindre aussi, ah ah berce le cœur dans de beaux rêves ah, ah, ah, ah, habituez-vous ! Désir et convoitise ah ah ah vit dans la poitrine ah, si ton chant est trop angoissant, scintillant au loin comme des étoiles, ah ah scintillant comme le rayon de la lune, ah ah ah ah bouillonne à travers la vallée ! La nuit ne s'effacera guère Le son des alouettes fraîchement réveillé, ah, la lumière vient à vous clients, Les ombres disparaissent ! Ah ! Ah les voix du printemps sont familières, ah oui, ah oui ah oh doux son, ah ah ah ah ah oui ! |

## Postérité
- La pièce est jouée lors du célèbre concert du nouvel an à Vienne : en 1943 et 1954 (Clemens Krauss) ; 1957, 1961, 1964 et 1972 (Willi Boskovsky) ;  1981 (Lorin Maazel) ; 1987 (Herbert von Karajan) ; 1989 (Carlos Kleiber) ; 2006 (Mariss Jansons) ; 2021 (Riccardo Mutti).

- La musique est entendue dans plusieurs films de cinémas : 
  - 1937 : La Grande Illusion, de Jean Renoir
  - 1954 : Tom et Jerry sur la glace, de William Hanna et Joseph Barbera
  - 1981 : Les Chariots de feu, de Hugh Hudson
  - 1986 : Le Lieu du crime, d'André Téchiné
  - 1994 : Les roseaux sauvages, d'André Téchiné
  - 2019 : Jojo Rabbit, de Taika Waititi

## Autres œuvres sur le printemps
- 1725 : Le Printemps - concerto n°1 op. 8, RV 269 des Quatre Saisons, d'Antonio Vivaldi
- 1913 : Le Sacre du printemps, d'Igor Stravinsky